# Paper Plane (singolo)
Paper Plane è un brano della rock band inglese Status Quo, uscito come singolo nel febbraio del 2015. Si tratta della versione acustica dell'omonimo singolo del 1972.

## Tracce
1. Paper Plane (singolo) - 3:37 - (Rossi)

## Formazione
- Francis Rossi - chitarra, voce
- Rick Parfitt - chitarra, voce, ukulele
- Andy Bown - chitarra, mandolino, armonica, piano, voce
- John 'Rhino' Edwards - basso, chitarra, voce
- Leon Cave - chitarra, batteria, voce

Musicisti supplementari
- Geraint Watkins − fisarmonica
- Martin Ditcham − percussioni
- Amy Smith − cori
- Richard Benbow − arrangiamento archi
- Lucy Wilkins − violino
- Howard Gott − violino
- Natalia Bonner − violino
- Alison Dods − violino
- Sophie Sirota − viola
- Sarah Wilson − violoncello